# Pietro Ermini
Pietro Ermini (Arezzo, 1774 – 1850) è stato un pittore e incisore italiano attivo a Firenze.

## Biografia
Ermini nacque ad Arezzo da Francesco Ermini e Rosa Bracci. Lì, il matematico-architetto Angiolo De' Giudici lo istruì, lo aiutò ad ottenere uno stipendio e convinse i suoi genitori a mandarlo a Firenze per studiare all'Accademia di Belle Arti sotto Pietro Pedroni. Uno dei suoi compagni di classe fu Pietro Benvenuti. Nel 1833 divenne quasi cieco e, sebbene avesse migliorato la vista grazie ad un intervento chirurgico, dovette abbandonare la sua carriera. È noto per molte incisioni molto dettagliate di opere classiche, oggi raccolte nelle gallerie fiorentine.
Uno dei suoi studenti all'accademia fu Giuseppe Angelelli.